# Sönner-Högtjärnen
Sönner-Högtjärnen är en sjö i Åre kommun i Jämtland och ingår i Indalsälvens huvudavrinningsområde.